# CBM 220
Le CBM 220 est un autobus lancé en juillet 1983 par le constructeur CBM au Mans. Il sera repris en juillet 1987 par Renault trucks, qui le renommera Renault R 212 et stoppera sa production à la fin de 1989.

## Historique
Il sera remplacé par l'Heuliez GX 77H.

## Caractéristique
Il est propulsé par un moteur six cylindres en lignes DAF ou le Renault MIDS 06.02.12 A faisant 155 ch DIN. Il dispose de 55 ou 57 places.
Le Renault R 212 sera carrossé par Heuliez Bus.

## Exploitants
- Paris :
- Rouen :
- Saint-Brieuc (TUB) : 1 exemplaire.
- Périgueux : 1 exemplaire (R212).
- Blois (TUB) : 4 exemplaires (dont 2 R212).
- Tarbes : 3 exemplaires STA